# Hermippe (satelit)
Hermippe /her'mi.pe/, sau Jupiter XXX, este un satelit natural al lui Jupiter. A fost descoperită împreună cu Eurydome de o echipă de astronomi de la Institutul de Astronomie al Universității din Hawaii, condusă de David Jewitt, Scott S. Sheppard și Jan Kleyna în 2001 și primind denumirea temporară S/2001 J 3.
Hermippe are un diametru de aproximativ 4 kilometri și orbitează în jurul lui Jupiter la o distanță medie de 21 de milioane de kilometri în aproximativ 630 de zile, la o înclinație de 151° față de ecliptică (149° față de ecuatorul lui Jupiter), într-o direcție retrogradă și cu o excentricitate de 0,2096.
A fost numit în august 2003 de UAI, după Hermippe, o iubită a lui Zeus (Jupiter).
Hermippe aparține grupului Ananke, sateliți retrograzi neregulați care orbitează în jurul lui Jupiter între 19,3 și 22,7 gigametri (0,152 unități astronomice), la înclinații de aproximativ 150°.

Imagine de descoperire cu Hermippe și Eurydome împreună făcută în decembrie 2001